# Rezerwat Samburu
Rezerwat Samburu – obszar chroniony w północno-środkowej części Kenii, nad rzeką Ewaso Ng’iro.

## Nazwa
Nazwa obszaru Samburu pochodzi od zamieszkujących przylegające do rezerwatu terenu plemiona Samburu.

## Geografia
Obszar chroniony Samburu położony jest na terenie Prowincji Wielkiego Rowu, na wysokości pomiędzy 800 a 1230 m n.p.m.

## Historia
Rezerwat został założony w 1985 roku.

## Przyroda
Ssaki: słonie, bawoły, koby, zebry Grevy’ego, oryksy, żyrafy siatkowane, gerenuki, dikdiki;
Ptaki : ponad 400 gatunków w tym: wojowniki zbrojne, wikłacze somalijskie, afrotrogony zielone,głównie flamingi;
Gady: krokodyle.